# Ali Aliu
Ali Aliu (mac. Али Алиу, ur. 1 kwietnia 1934 we wsi Krani) – macedoński eseista i historyk pochodzenia albańskiego. Był profesorem wydziału filologii na Uniwersytecie w Prisztinie.

## Życiorys
W roku 1960 ukończył na Uniwersytecie w Belgradzie studia z albanologii. Po studiach pracował jako dziennikarz i redaktor w Skopje oraz w Prisztinie. W 1973 roku uzyskał na Uniwersytecie w Prisztinie doktorat. Od 1972 aż do przejścia na emeryturę był wykładowcą i profesorem na wydziałach filozofii i filologii na Uniwersytecie w Prisztinie. Był również profesorem Uniwersytetu Europy Południowo-Wschodniej w Tetowie.
W 2000 stał się pełnoprawnym członkiem Akademii Nauk i Sztuk Kosowa. Jest również członkiem zewnętrznym Albańskiej Akademii Nauk oraz Macedońskiej Akademii Nauk i Sztuk.

## Twórczość
- Истражувања (1970)[2][3][4]
- Расправи (1975)[2][3][4]
- По тековите на книжевноста (1978)[2][3][4]
- Критики (1980)[2][3][4]
- Книжевни студии (1982)[2][3][4]
- Теорија на книжевноста (1984)[2][3][4]
- Дон Кихот меѓу Албанците (1996)[2][3][4]
- Книжевни рефлекси (1999)[2][3][4]
- Антологија на современата албанска поезија (2000)[2][3][4]

Ali Aliu jest również autorem książek do literatury, używanych w szkołach podstawowych i wyższych.